# Chodsigoa
Chodsigoa är ett släkte näbbmöss med åtta arter som förekommer i östra Asien.

## Beskrivning
Alla arter är jämförelsevis små. De når en kroppslängd mellan 45 och 70 millimeter (utan svans) samt en vikt omkring 5 gram. Den täta mjuka pälsen har på ovansidan en färg som varierar mellan rödbrun och svart, undersidan är ljusare. På varje sida av överkäken förekommer, förutom framtänder och kindtänder, tre enkla tänder med en spets (istället för en hörntand). Toppen hos alla tänder har rödaktig tandemalj.
Habitatet utgörs av våta skogar, buskmark och delvis odlade regioner. Som föda antas insekter och daggmaskar. Annars är ingenting känt om levnadssättet.

## Systematik
I äldre taxonomiska avhandlingar betraktas Chodsigoa ofta som undersläkte till släktet Soriculus. I motsats till arterna i Soriculus, som har 30 tänder, har arterna i Chodsigoa 28 tänder. Det skiljs mellan åtta arter:
- Chodsigoa caovansunga beskrevs först 2003 som art, förekommer i den vietnamesiska provinsen Hà Giang.
- Chodsigoa hypsibia lever i centrala och södra Kina.
- Chodsigoa lamula finns likaså i centrala och södra Kina.
- Chodsigoa parca förekommer i södra Kina samt norra delar av Myanmar, Thailand och Vietnam.
- Chodsigoa parva är endemisk för södra Kina (Yunnan).
- Chodsigoa salenskii är bara känd från en enda individ som hittades i Sichuan.
- Chodsigoa smithii lever i centrala Kina.
- Chodsigoa sodalis är endemisk för Taiwan.

Internationella naturvårdsunionen listar Chodsigoa smithii som nära hotad och ytterligare tre arter med kunskapsbrist, alla andra betraktas som livskraftiga.